# Withenoc
Withenoc ou Guihenoc de La Boussac (également nommé Wihenoc, Gwethenoc, Withenock, etc.) (né vers 1035 - mort après 1101) est un noble et un moine d'origine bretonne, qui fut seigneur de Monmouth entre 1075 et 1082 et à l'origine de la fondation du prieuré à Monmouth.

## Biographie
Withenoc est le fils d'un certain Caradoc de La Boussac, un noble dont les domaines se trouvaient dans les environs de Dol en Bretagne. Il apparaît pour la première fois déjà adulte en 1055. Il épouse une fille de l'archevêque de Dol Juhel, et a un jeune frère nommé Baderon, et un fils, Ratier (ou Raterius), qui deviennent moines.
La suite de la conquête normande de l'Angleterre en 1066, Guillaume Fitz Osbern est nommé comte d'Hereford, et établit
le premier château de Monmouth, surveillant les rivières Wye et Monnow à la pointe la plus au sud de la zone alors connu sous le nom Archenfield des marches de Galles. Guillaume Fitz Osbern est tué lors d'un combat 1071, et son fils Roger est disgracié en 1075. Le roi Guillaume attribue alors la seigneurie de Monmouth à Withenoc. Il a été avancé que les Bretons qui avaient soutenu les Normands dans leur conquête avaient obtenu des domaines régions situées dans les frontières avec le Pays de Galles parce qu'à cette époque les langues Brittoniques le Breton et la Gallois étaient encore suffisamment compréhensibles aux locuteurs pour favoriser la communication avec les Gallois.
L'un des premiers actes de Withenoc à Monmouth est de fonder un prieuré de Bénédictins dans la ville. Pour ce faire il demande l'aide de Guillaume de Dol — peut-être un parent — qui avait été nommé en 1070 comme abbé de l'abbaye Saint-Florent à Saumur. C'était une grande abbaye située sur les rives de la Loire, qui fut détruite au XVIe siècle. Guillaume lui envoie un prieur et des moines installer le nouveau prieuré à Monmouth, et en contrepartie le prieuré et ses une partie de ses dotations sont concédées à l'abbaye de Saint-Florent. Cet arrangement se poursuit jusqu'au XIVe siècle, avec des prieurs de Monmouth venant de Saumur, et une part de ses revenus, comme « prieuré étranger », étant envoyé en France. La charte de fondation du prieuré a été conservée.
Après environ sept ans à Monmouth, Withenoc transmet ses responsabilités séculières en 1082 et se retire comme moine à l'abbaye de Saumur. Il a comme successeur comme seigneur de Monmouth son neveu, Guillaume Fitz Baderon. Withenoc revient visiter Monmouth en 1101, quand le prieuré qu'il avait établi est formellement consacré. Il a été avance qu'il était apparenté avec Geoffrey de Monmouth, né dans la cité vers 1100, et qui est le fils d'un autre noble Breton, Arthur, mais cette hypothèse n'a pas été confirmée.

## Source
- André Chédeville  & Noël-Yves Tonnerre La Bretagne féodale XIe – XIIIe siècle Ouest-France Université Rennes (1987)  (ISBN 9782737300141) «L'aristocratie bretonne hors de Bretagne » p. 79.